# منطقه شا تین
منطقه شا تین (به لاتین: Sha Tin District) یکی از مناطق هجده‌گانه هنگ کنگ در چین است. منطقه شا تین ۶۹٫۴ کیلومتر مربع مساحت و ۶۵۹٬۷۹۴ نفر جمعیت دارد.